# Junayd
Abū l-Qāsim al-Junayd ibn Muḥammad al-Khazzāz al-Qawārīrī (in arabo أبو القاسم الجنيد بن محمد الخزاز القواريري‎?; Baghdad, 822/7 – Baghdad, 908/10) è stato un mistico persiano.
Sufi persiano di grandissima rilevanza nella storia del pensiero mistico islamico. e uno dei più rinomati "santi" (walī Allāh) della storia del misticismo nell'Islam, nonché figura centrale nelle linee di numerosi Ordini sufi, Junayd operò a Baghdad durante l'intero corso della sua vita e fu una figura centrale nello sviluppo delle dottrine sufi e, come al-Ḥasan al-Baṣrī prima di lui, godé di immenso prestigio tra i suoi discepoli, venendo spesso citato da altri mistici. A causa della sua importanza nella teologia, Junayd viene sovente chiamato "sultano".

## Gioventù e istruzione
Secondo Abdel-Kader la sua data di nascita si porrebbe tra l'822 e l'827, mentre la sua morte si situerebbe tra il 908 e il 910. Si crede che al-Junayd fosse di origine persiana e che I suoi antenati venissero da Nihawand, nell'attuale Iran. 
Al-Junayd fu allevato da suo zio Sirri al-Saqati, dopo che rimase orfano da ragazzo. La prima istruzione ricevuta da al-Junayd riguardò gli insegnamenti di fiqh di Abū Thawr, quelli di Abū 'Ubayd, di al-Ḥārith al-Muḥãsibī e di Sarī ibn Mughallas.

## Notizie agiografiche
Secondo l'opera agiografica redatta da Farīd al-Dīn ʿAṭṭār di Nīshāpūr, la Tadhkirat al-Awliyāʾ (Il ricordo dei santi uomini), Junayd si accostò al sufismo fin da piccolo e divenne presto noto per la sua intelligenza vivace e per la sua disciplina. 
Quindi Sarī al-Saqaṭī lo accettò tra i suoi discepoli.
Secondo ʿAṭṭār, Junayd aveva solo sette anni allorché Sarī al-Saqaṭī lo prese con sé per il Hajj. Nella al-Masjid al-Nabawi vi erano 400 sceicchi che discutevano il concetto di ‘gratitudine’ e ognuno esprimeva il proprio punto di vista. Quando Sarī al-Saqaṭī gli chiese di esporre la sua definizione, Junayd rispose. "Gratitudine significa che non dovresti disubbidire a Dio per mezzo del favore che ti ha concesso e che non ha fatto del Suo favore una fonte di disubbidienza". Gli sceicchi all'unanimità apprezzarono. Sarī al-Saqaṭī chiese a Junayd dove avesse imparato tutto ciò e Junayd replicò: "Sedendo con te".

## Impegno spirituale
La tradizionale agiografia che lo riguarda continua informandoci del fatto che Junayd tornò a Baghdad e cominciò a vendere vetri. Tuttavia passava molto tempo in preghiera.
Junayd trascorse 40 anni nel suo impegno mistico, pregando e sacrificando il suo sonno e altre necessità e passioni mondane per perfezionare il suo cammino.
 
Dopo che Maometto gli apparve in sogno comandandogli di pregare, si rivolse a Sarī al-Saqaṭī. La potenza del suo ishq era tale che della 40 persone cui egli aveva predicato, 18 morirono e 22 svennero. Il suo successore e più caro discepolo fu Abu Bakr Shibli.

## Opere
Junayd aiutò a creare una scuola "sobria" di pensiero sufi, il che significava che egli era molto logico, e persino accademico, nelle definizioni da lui date circa le varie virtù umane, del tawḥīd e così via. Il sufismo "sobrio" è caratterizzato da persone che "sperimentano" il fanāʾ "[ma] non permangono in quello stato di assorbimento disinteressato in Dio, e si trovano restituiti da Dio ai normali sensi umani. Tali mistici vengono così reintegrati come esseri rinnovati "proprio come una persona intossicata recupera la sua situazione precedente di sobrietà". Ad esempio si dice che Junayd abbia affermato: "L'acqua prende il colore della coppa", riferendosi con ogni evidenza al fedele che, nella sua ascesi, di fatto confluisce nell'Essere Supremo.
È assai difficoltoso esporre in modo puntuale il pensiero di Junayd visto che gran parte dei suoi scritti non ci è pervenuta. Junayd usava costantemente vocaboli e linguaggio precisi per provare a descrivere Allah e la condizione dell'uomo che a Lui vuole accostarsi. Il suo linguaggio ornato esclude gran parte dei lettori non adeguatamente preparati, anche se Junayd aveva precisi motivi di strutturale riservatezza per agire come faceva su una materia che egli riteneva riservata a pochi.